# Dżamszid Chan Nachiczewański
Dżamszid Chan Nachiczewański (azer. Cəmşid xan Cəfərqulu xan oğlu Naxçıvanski; ur. 11 sierpnia?/23 sierpnia 1895 w Nachiczewaniu, zm. 26 sierpnia 1938 w Moskwie) – radziecki wojskowy narodowości azerskiej, kombrig Armii Czerwonej. Ofiara wielkiej czystki.

## Życiorys
Urodził się we wpływowej azerskiej rodzinie Nachiczewańskich. Jej członkowie w przeszłości rządzili Chanacie nachiczewańskim.
Jego ojciec, Dżafarkuli Chan Nachiczewański, był oficerem i działaczem politycznym. Wujem Dżamszida Chana był generał kawalerii Husajn Chan Nachiczewański (jedyny muzułmański generał w armii rosyjskiej).

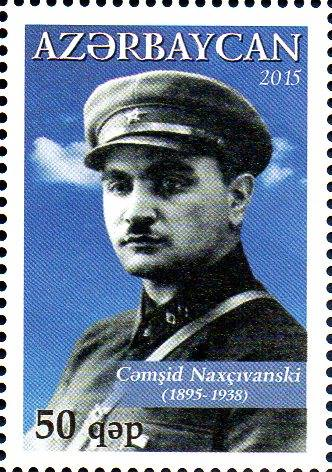
Dżamszid Chan Nachiczewański na azerbejdżańskim znaczku pocztowym z 2015

Od 1904 do 1911 uczęszczał do Korpusu Kadetów w Tyflisie. W 1914 został przydzielony do azerskiego rezerwowego pułku kawalerii w Kaukaskim Krajowym Korpusie Kawaleryjskim. W sierpniu 1915 otrzymał awans na stopień korneta. W październiku 1917 jego pułk został włączony do Armii Kaukaskiej. Po powstaniu Demokratycznej Republiki Azerbejdżanu, rozpoczął służbę w formacjach wojskowych tego państwa. Wziął udział w bitwie o Baku (trwającej od sierpnia do września 1918). W armii azerbejdżańskiej Dżamszid Chan był dowódcą 1. kompanii 1. pułku azerbejdżańskiego i asystentem dowódcy pułku. 24 marca 1920, będąc już w stopniu podpułkownika, został dowódcą 2. pułku kawalerii karabachskiej.
Po ustanowieniu władzy bolszewickiej w Azerbejdżanie został aresztowany, ale po dwóch miesiącach zwolniono go. Od 1921 do 1931 służył jako dowódca Azerbejdżańskiej Dywizji Strzelców w ramach Armii Czerwonej.
22 lutego 1931 wezwano go do Tyflisu, gdzie został aresztowany i oskarżony o zdradę oraz szpiegostwo antyradzieckie. 30 września tego samego roku został skazany na śmierć, ale Sergo Ordżonikidze zapobiegł egzekucji, kierując sprawę do Biura Politycznego KC WKP(b). Józef Stalin nakazał uwolnienie Nachicziwańskiego pod warunkiem, że nie będzie pracował i mieszkał na Kaukazie. Wojskowy został zrehabilitowany i wysłany do Akademii Wojskowej im. Michaiła Frunzego na dalsze studia. W 1933 ukończył je, następnie pozostał w akademii, aby uczyć taktyki wojskowej. 5 grudnia 1935, w uznaniu zasług, nadano mu stopień kombriga.
20 maja 1938 został ponownie aresztowany pod zarzutem działalności antyradzieckiej i szpiegostwa. Osadzono go w więzieniu Lefortowo. 26 sierpnia 1938 został rozstrzelany, a jego ciało przetransportowano i pochowano go na Kommunarce.
22 grudnia 1956 został zrehabilitowany.

## Ordery i odznaczenia
- Order Świętej Anny (dwukrotnie)
- Order Świętego Stanisława (dwukrotnie)
- Krzyż Świętego Jerzego

## Upamiętnienie
W 2007 jego rocznicę urodzin uroczyście obchodzono w Azerbejdżanie.